# Jean VI (pape)
Pour les articles homonymes, voir Jean VI.
Jean VI, né vers 655 à Éphèse en Grèce, est le 85e pape de l'Église catholique. Il règne du 30 octobre 701 au 11 janvier 705, durant la papauté byzantine. Son pontificat est notable en raison des percées militaires et politiques sur la péninsule italienne. Il succède après une vacance du siège pontifical de deux mois, à la suite de la mort du pape Serge Ier.

## Biographie
Pendant son règne, il aide l'exarque Théophylacte envoyé en Italie par l'empereur byzantin Justinien II et l'empêche d'utiliser la violence contre les Romains. Les interventions de Jean VI évitent à Théophylacte d'être blessé, pour être venu à Rome afin de « causer des ennuis au pontife ».
Par ailleurs, il réussit également à inciter Gisulf Ier de Bénévent, le duc lombard de Bénévent à se retirer des territoires de l'empire byzantin, par des tactiques de persuasion et de corruption. Selon certaines sources, il parvient à « lui seul à convaincre le duc lombard Gisulf de Bénévent de retirer ses forces et de rentrer à la maison » après que le duc ait dévasté la Campanie avoisinante et construit un campement à la vue des murs de la ville de Rome.
Les autres événements significatifs du pontificat de Jean VI comprennent la restitution aux Alpes cottiennes de leur ancien statut de patrimoine du pape, de la part du roi lombard Aripert II. D'autres projets aboutissent également, comprenant les nouveaux ambons dans la basilique Saint-André l'Apôtre de Patras (Grèce) , une nouvelle nappe d'autel pour la Basilique San Marco Evangelista al Campidoglio, des "suspensions" diaphanes en voiles blancs entre les colonnes de chaque côté de l'autel de la Basilique Saint-Paul-hors-les-Murs. Jean VI a également promus des Orientaux au sein de la hiérarchie épiscopale, notamment Boniface, le conseiller du pape.
En 702–704, il confirme les biens de l'abbaye Notre-Dame de Montier-en-Der en (Haute-Marne) et accorde, aux moines, le libre choix de leur abbé.
En l'an 704, Wilfrid d'York (saint), âgé de 70 ans, est expulsé (après plusieurs autres expulsions) de son siège épiscopal. Il se rend à Rome et plaide sa cause devant le pape Jean VI. Le pontife le soutient et ordonne à Berhtwald, l'archevêque de Cantorbéry de convoquer un synode afin de blanchir Wilfrid,.
À sa mort, Jean VI est remplacé par le pape Jean VII, après une vacance de moins de deux mois. Le corps du pape est enterré dans l'antique basilique vaticane.